# Mauricio Donoso
Mauricio Alejandro Donoso Pérez (* 30. April 1976 in Santiago) ist ein ehemaliger chilenischer Fußballspieler. Der Mittelfeldspieler bestritt zwei Länderspiele für die Nationalmannschaft und wurde auf Vereinsebene zweimal ecuadorianischer Meister.

## Karriere

### Verein
Mauricio Donoso begann seine Profikarriere 1994 beim CD Cobreloa und spielte, mit Ausnahme einer Leihe zu Deportes Antofagasta, bis 2000 bei den Wüstenfüchsen. 2000 wechselte der Mittelfeldspieler nach Mexiko zu den UNAM Pumas. 2002 kehrte er nach Chile zu Universidad de Chile zurück. Anfang 2003 wechselte Donoso zu Erzrivale CSD Colo-Colo. Mit den Albos gewann er zwei Vizemeisterschaften. Nach weiteren Stationen in Chile bei Everton und erneut bei Antofagasta schloss er sich dem ecuadorianischen Erstligisten Deportivo Quito an. Nach 40 Jahren gewann der Verein, bei dem Donoso zu den Leistungsträgern gehörte, erstmals wieder die Meisterschaft. 2009 wiederholte Donoso mit seinem Team den Erfolg. Nach einer weiteren Saison in Ecuador ließ er seine Karriere bei Deportes Iquique und Coquimbo Unido ausklingen. 2013 beendete Donoso seine Karriere.

### Nationalmannschaft
Mauricio Donoso, auch Papelucho genannt, bestritt im April 1999 in der chilenischen Nationalmannschaft sein erstes Länderspiel beim Freundschaftsspiel gegen Bolivien. Rund zwei Jahre später bestritt er ein weiteres Freundschaftsspiel für die La Roja gegen Mexiko, das auch zugleich sein letztes Länderspiel war.
Zuvor hatte er bereits mit der U20-Nationalmannschaft an der Junioren-Weltmeisterschaft 1995 teilgenommen und eine Partie absolviert.

## Erfolge
Deportivo Quito
- Ecuadorianischer Meister: 2008, 2009